# Mer hahn en neue Oberkeet
Mer hahn en neue Oberkeet (BWV 212) is een wereldlijke cantate geschreven door Johann Sebastian Bach. De cantate is beter bekend onder de naam Boerencantate. Bachs oorspronkelijke benaming luidde "cantate burlesque".

## Verhaal
Een niet nader benoemde boer spot samen met zijn vrouw Mieke de oneerlijke praktijken en kuiperijen van de belastingontvanger Dieskau. Daarbij loven ze de spaarzaamheid van diens vrouw. Er worden daarbij vele plaatselijke Saksische dialectwoorden gebruikt zoals: Guschel = mond, Dahlen = liefdesspel, Ranzen = buik, Neu-Schock = 60 Groschen).
De cantate gaat verder over een boerenzoon en een boerendochter, die veel van elkaar houden maar ook trouw zijn aan hun baas. Daarnaast zijn ze niet vies van een alcoholische consumptie.

## Toelichting
Christian Friedrich Henrici, Picander genoemd, schreef de tekst van de cantate die was bedoeld voor een feestelijke gebeurtenis op 30 augustus 1742. Op deze dag vierde de gerechtsdienaar en kamerheer Carl Heinrich von Dieskau te Leipzig met een groot vuurwerk zijn 36ste verjaardag en nam de hulde van zijn ondergeschikte boeren in ontvangst. Mogelijk heeft Picander aan Bach gevraagd deze tekst van muziek te voorzien.

## Muzikale bezetting
- Een boer (bas)
- Mieke, een boerin (sopraan)
- Dwarsfluit, hoorn, viool 1 en 2 (de tweede slechts in een aria); altviool en basso continuo.